# 中津川 (大分県)
中津川（なかつがわ）は、大分県中津市で山国川と分かれ周防灘に注ぐ、一級水系山国川水系の派川である。

## 地理
大分県と福岡県の県境に架かる山国橋下流で山国川から分派し、周防灘に注ぐ。河口域には中津干潟と呼ばれる日本でも有数の干潟が広がっており、ハマサジ（準絶滅危惧（環境省レッドリスト））やシオクグ等の塩生植物群落が分布し、カブトガニ（絶滅危惧I類（環境省レッドリスト））やハクセンシオマネキ（絶滅危惧II類（環境省レッドリスト））等が生息するとともに、冬季にはマガモやヨシガモ等のカモ類の越冬地となっている。

## 歴史
1600年（慶長5年）に細川忠興が中津城に入封すると、金谷堤を築造して当時の山国川の本流であった大家川（おおえがわ）を締め切って中津城の外堀として利用し、当時派川であった中津川を本流とした。その後、1655年（明暦元年）及び1669年（寛文9年）の2度の洪水によって新たな派川が生じ、本流との間に中州（小祝島）ができた。江戸時代、山国川の河口域は高瀬川と呼ばれており、このうち、中州（小祝島）の中津城側の川（現在の中津川）は表川や中津川と、京泊側の川（現在の山国川）は裏川や小犬丸川等と呼ばれた。
江戸時代には、新しく生じた川（現在の山国川）の水量は少なく、現在の中津川が依然として本流であったが、1889年（明治22年）の洪水で流量が逆転し、現在のように山国川が本流となった。
「中津」という地名が確認できるのは江戸時代以降であり、それ以前の史料では「中津川」、「中津河」という川名しか見られないことから、「中津」という地名の由来を中津川に求める説がある。

## 流域の自治体
大分県
中津市

## 主な橋
- 北門橋
- 小祝橋